# Brendan Ryan (baseball)
Pour les articles homonymes, voir Brendan Ryan et Ryan.
Brendan Wood Ryan (né le 26 mars 1982 à Los Angeles, Californie, États-Unis) est un ancien joueur de champ intérieur de la Ligue majeure de baseball. 
Considéré comme l'un des meilleurs joueurs défensifs du baseball,,,, Ryan a remporté en 2012 un prix Fielding Bible Award pour son travail à la position d'arrêt-court. Il évolue aussi régulièrement au deuxième but depuis 2014.

## Carrière

### Cardinals de Saint-Louis

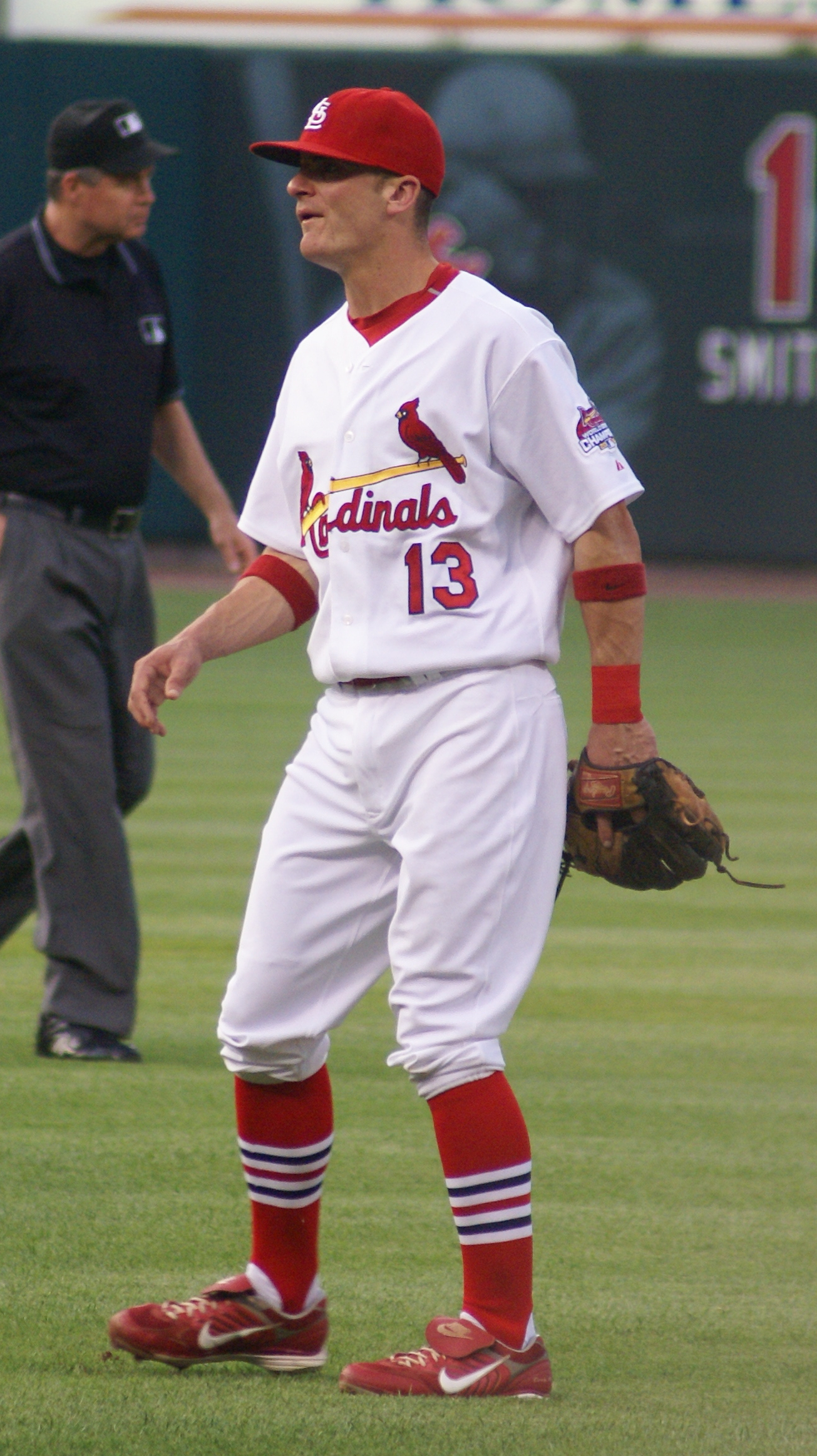
Ryan en 2007 avec les Cardinals.

Brendan Ryan est drafté en 7e ronde par les Cardinals de Saint-Louis en 2003. Il fait ses débuts dans les majeures avec ce club le 2 juin 2007. 
Il devient l'arrêt-court de confiance des Cardinals à partir de la saison 2009 après avoir alterné entre cette position et celles de deuxième but ou troisième but à ses premières années. En 2009, il maintient sa moyenne au bâton (,292) la plus élevée en une saison. En 129 parties jouées, il totalise 114 coups sûrs, un sommet personnel, et 37 points produits en plus de réussir 14 vols de buts, son plus haut total en une campagne. Il participe aux séries éliminatoires pour la première fois et frappe un double dans les trois matchs qu'il dispute en Série de division face aux Dodgers de Los Angeles.
En 2010, sa moyenne au bâton chute à ,223 et il récolte 36 points produits en 139 rencontres.

### Mariners de Seattle
Le 12 décembre 2010, Ryan est échangé aux Mariners de Seattle contre le lanceur des ligues mineures Maikel Cleto.
Il frappe pour ,248 à sa première saison à Seattle en 2011 avec 108 coups sûrs, trois circuits et un nouveau record personnel de 39 points produits.
Alors qu'il continue à faire peu de vagues en attaque, Ryan continue de se démarquer par son excellence en défensive et remporte en 2012 son premier Fielding Bible Award qui le désigne meilleur joueur d'arrêt-court défensif de la saison. Sa moyenne au bâton n'est que de ,194 avec 3 circuits et 31 points produits. Pour une quatrième année de suite, il termine la campagne avec exactement 19 doubles.

### Yankees de New York
Le 10 septembre 2013, il est acquis par les Yankees de New York. Il joue 17 parties pour son nouveau club en fin de saison après en avoir disputé 87 pour Seattle. Il complète sa saison 2013 avec 4 circuits, 22 points produits et une moyenne au bâton de ,197. Considéré comme une police d'assurance pour les Yankees, alors que l'arrêt-court étoile Derek Jeter prépare son retour au jeu après avoir raté presque toute l'année 2013, le club new-yorkais accorde un contrat de deux saisons à Ryan.

### Cubs de Chicago
Ryan est transféré des Yankees aux Cubs de Chicago le 17 décembre 2015 pour compléter la transaction conclue le 8 décembre précédent qui avait envoyé le joueur de champ intérieur Starlin Castro à New York en échange du lanceur droitier Adam Warren. Cependant, les Cubs le libèrent de son contrat le 23 décembre suivant.

### Nationals de Washington
Le 2 février 2016, Ryan signe un contrat des ligues mineures avec les Nationals de Washington.